# Dolichoderus formosus
Dolichoderus formosus är en myrart som beskrevs av Clark 1930. Dolichoderus formosus ingår i släktet Dolichoderus och familjen myror. Inga underarter finns listade i Catalogue of Life.